# Túpolev Tu-143
El Túpolev Tu-143 Reys (Vuelo o Viaje, en ruso: Рейс; también Reis, Rejs) fue un avión de reconocimiento no tripulado soviético en servicio en el Ejército Soviético y varios de sus aliados del Pacto de Varsovia y Oriente Medio a finales de los años 70 y en los 80. Contenía una cápsula de reconocimiento que se recuperaba después del vuelo y de la cual se recuperaban imágenes.

## Diseño y desarrollo

### Desarrollo

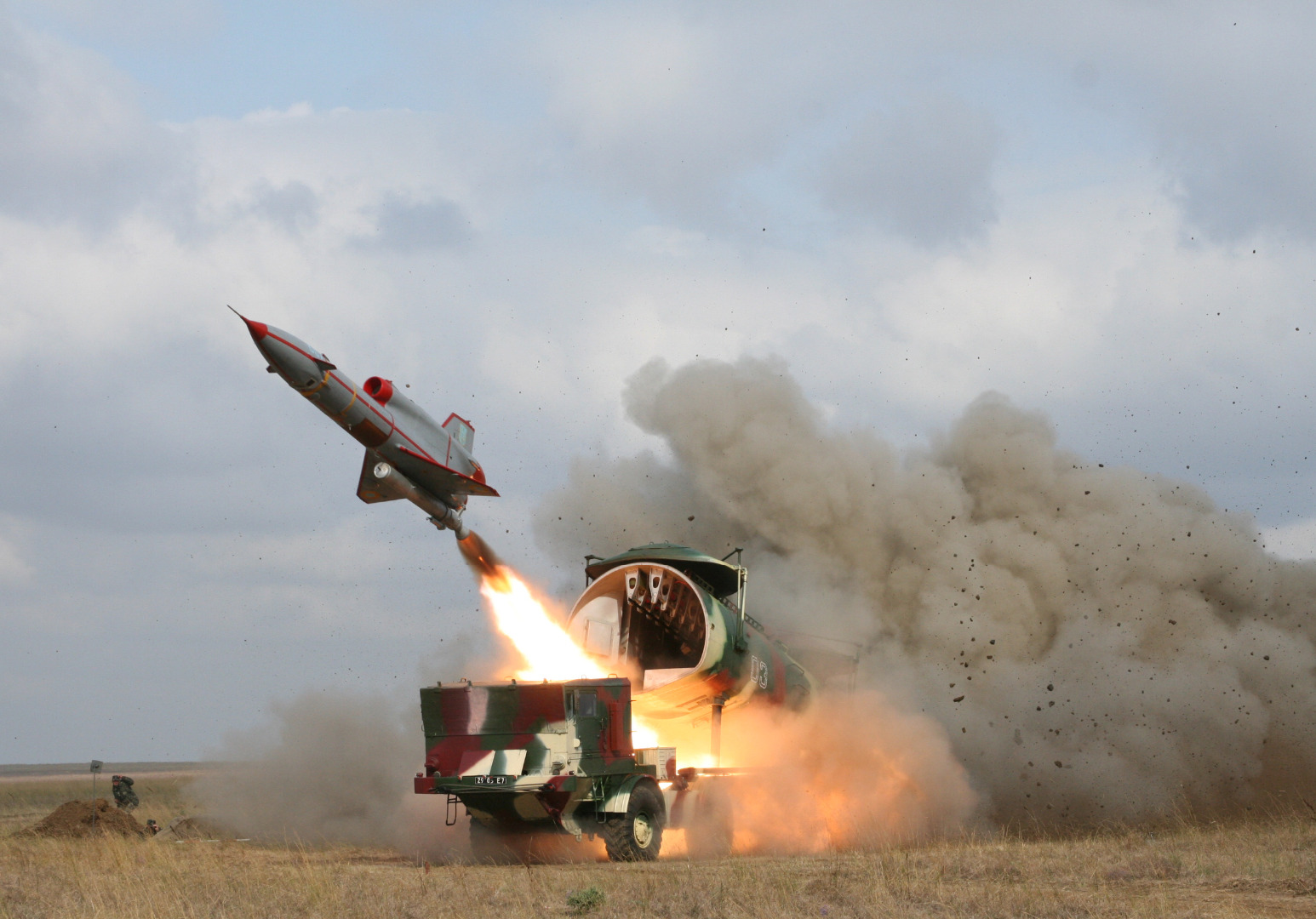
Tu-143 con lanzador.

El Tu-143 se introdujo en 1976 y se parecía mucho al Tu-141, pero era considerablemente más pequeño. Era un sistema de reconocimiento táctico de corto alcance (60-70 km) y tenía capacidad de vuelo a baja altura. El Tu-143 era lanzado desde un camión con propulsión JATO, recuperado mediante paracaídas y estaba propulsado por un turborreactor TR3-117 de 5,8 kN (590 kgf, 1300 lbf) de empuje. La versión inicial llevaba cámaras de película, pero las versiones posteriores llevaban una carga útil de detección de radiación o televisión, con datos transmitidos a una estación terrestre a través de un enlace de datos. Se produjeron unas 950 unidades en los años 70 y 80.

### Variante M-143
A mediados de la década de 1980 se introdujo una versión dron de blanco aéreo, el M-143.

### Variante Tu-243
Al Tu-143 le siguió en servicio a finales de la década de 1990 el similar pero mejorado Tu-243 Reys-D, con un fuselaje estirado 25 cm para proporcionar una mayor capacidad de combustible y aproximadamente el doble de alcance; tenía un motor TR3-117 mejorado con 6,28 kN (640 kgf, 1410 lbf) de empuje y una guía mejorada de baja altitud.

### Variante Tu-300
Desde 1995, Túpolev comenzó a promover el modelo perfeccionado Tu-300 Korshun, que se parece a sus predecesores pero está equipado con una cúpula de antena en el morro y carenados para sensores y sistemas electrónicos modernos. También cuenta con un pilón central para llevar un módulo de sensores o municiones. Problemas financieros obligaron a detener el desarrollo a finales de la década de 1990, pero los trabajos se reanudaron en 2007.

## Historia operacional
El Tu-143 fue utilizado por Siria en misiones de reconocimiento sobre Israel y Líbano durante la guerra del Líbano de 1982, así como por las fuerzas soviéticas en Afganistán durante la guerra soviético-afgana.
Durante la invasión rusa de Ucrania de 2022, parece que Ucrania los utilizó para detectar las defensas aéreas rusas y como un misil de crucero sustituto. El 29 de junio de 2022, un Tu-143 que transportaba explosivos fue derribado en la región de Kursk.
Durante el conflicto entre Israel y Hezbolá en la década de 2020, Israel afirmó haber destruido un misil de crucero "DR-3" de Hezbolá, que ilustró con imágenes del Tupolev Tu-143.

## Operadores

### Actuales
- Bielorrusia
- Corea del Norte[6]
- Rusia: en servicio en 2016 como blancos aéreos.[7][8]
- Siria: recibió VR-3 en 1984.[9]
- Ucrania[10]

### Antiguos
- Bulgaria: retirado.
- Checoslovaquia: recibió dos escuadrones en 1984.[9]
- Eslovaquia: VR-3 Rejs, retirado.
- Irak
- República Checa: VR-3 Rejs, retirado en 1995.
- Rumania: VR-3 en servicio de 1987 hasta principios de los años 2000.[11]
- Unión Soviética: pasados a los estados sucesores.[9]

## Especificaciones (Tu-143)

### Características generales
- Tripulación: 0
- Longitud: 8,1 m (26,4 ft)
- Envergadura: 2,2 m (7,3 ft)
- Altura: 1,5 m (5,1 ft)
- Peso máximo al despegue: 1230 kg (2710,9 lb)
- Planta motriz: 1× turborreactor Klimov TR3-117.
  - Empuje normal: 5,8 kN (591 kgf; 1304 lbf) de empuje.

### Rendimiento
- Velocidad máxima operativa (Vno): 950 km/h (590 MPH; 513 kt)
- Alcance: 200 km (108 nmi; 124 mi)
- Techo de vuelo: 5000 m (16 404 ft)

## Aeronaves relacionadas

### Secuencias de designación
- Secuencia Tu-_ (interna de Túpolev): ← Tu-139 - Tu-142 - Tu-141 - Tu-143 - Tu-144 - Tu-148 - Tu-154 -- Tu-214 - Tu-216 - Tu-230 - Tu-243 - Tu-244 - Tu-300 - Tu-304 - Tu-324 - Tu-330 →